# Iceman (personaje)
Iceman (Robert Louis «Bobby» Drake) (Hombre de Hielo en España y originalmente en Latinoamérica), es un superhéroe ficticio que aparece en los cómics estadounidenses publicados por Marvel Comics y es miembro fundador de los X-Men. Creado por Stan Lee y Jack Kirby, el personaje apareció por primera vez en The X-Men #1 (septiembre de 1963). El es un mutante nacido con habilidades sobrehumanas. Tiene la capacidad de manipular el hielo y el frío congelando el vapor de agua a su alrededor. Esto le permite congelar objetos, así como cubrir su cuerpo con hielo.
El Hombre de Hielo tiene un perfil relativamente alto entre los personajes de X-Men debido a que se adapta con frecuencia a medios relacionados con X-Men y Spider-Man, incluidos videojuegos, series animadas y películas. Más tarde, el personaje recibió una amplia atención de los medios cuando una historia volvió a reconfigurar al personaje como un hombre gay encerrado en All-New X-Men # 40 (abril de 2015), lo que lo llevó a salir del armario.
El Hombre de Hielo ha sido descrito como uno de los personajes gay más notables y poderosos de los cómics.
De 2000 a 2014, Shawn Ashmore interpretó al personaje en las películas de X-Men y su voz en la serie animada The Super Hero Squad Show.

## Historial de publicaciones
Creado por el escritor Stan Lee y el artista y coguionista Jack Kirby, el personaje apareció por primera vez en X-Men #1 (septiembre de 1963). Lee admitió más tarde que Iceman fue creado esencialmente como una copia de la Antorcha Humana, utilizando sólo el elemento opuesto para su poder.
Hombre de Hielo apareció en dos miniseries limitadas de cómics homónimas, una en 1984-1985 escrita por J. M. DeMatteis y otra en la década de 2000 por Andy Lanning y Dan Abnett, con arte de Karl Kerschl. DeMatteis dijo sobre la primera serie: «Fue idea mía, así que no había nadie a quien culpar más que a mí mismo. Solo diré que fue un error y si la serie tuvo algún sentido se debió a [el editor] Bob Budiansky.... Ese fue un caso en el que la aportación del editor era realmente necesaria, y Bob fue de gran ayuda».
Un pilar en la mayoría de los títulos de X-Men, Iceman ha sido un personaje principal tanto en Uncanny X-Men como en el segundo volumen de X-Men y también apareció en Los Campeones de 1975 a 1978 y The New Defenders de 1983 a 1986 como miembro. Fue un personaje principal en el primer volumen de X-Factor y una estrella en historias retrospectivas cuando era un adolescente en X-Men: The Hidden Years y X-Men: First Class.
En abril de 2015, en el número 40 de All-New X-Men, una versión desplazada en el tiempo del Iceman adolescente fue revelada como gay por su compañera de equipo, Jean Grey, quien lo discernió con su habilidad telepática. Esto generó preguntas, porque la contraparte adulta actual del personaje había sido retratada anteriormente saliendo con mujeres. En Uncanny X-Men #600, que se publicó en noviembre de ese año, el joven Iceman se enfrenta a su yo mayor, quien confirma que él también es gay, pero reprime su verdadero yo, ya que no quiere ser gay y mutante. En 2017, Hombre de Hielo recibió su primera serie en solitario en curso, que se centró en el adulto Bobby Drake aceptando la vida como un hombre gay, sus superpoderes de nivel Omega, su legado como héroe y la lucha contra algunos de los villanos más grandes del Universo Marvel. El libro había sido cancelado y su último número se publicó a principios de 2018. Sin embargo, Marvel luego revirtió la decisión y anunció que se publicaría un nuevo libro escrito por la escritora original Sina Grace como parte de su iniciativa Fresh Start, lanzado en 2019.

## Biografía ficticia

### Infancia
Robert Louis «Bobby» Drake nació en Floral Park, Long Island, Nueva York, hijo de William Robert Drake y Madeline Beatrice Bass-Drake. Su padre es católico irlandés-estadounidense y su madre es judía. Los poderes de Bobby se manifestaron por primera vez cuando estaba en una cita con Judy Harmon, y un matón local llamado Rocky Beasely intentó quedarse con Judy. Sabiendo que Judy no podría dar una buena pelea, Bobby apuntó con su mano a Beasely y lo encerró en un bloque de hielo. Más tarde, los habitantes locales, al enterarse del incidente, vinieron a buscarlo en forma de una turba enfurecida. El sheriff local no tuvo más remedio que encarcelar a Bobby para su propia «protección». Mientras Bobby estaba sentado en su celda en la estación del sheriff, la pared exterior se abrió de golpe y un joven llamado Scott Summers entró y se ofreció a llevarse a Bobby con él. Después de que Bobby lo rechazó, los dos mutantes se involucraron en una breve batalla, que pronto terminó con la llegada del profesor Charles Xavier.

### X-Men originales
Después de que Xavier habló con Bobby y sus padres, los padres de Bobby le sugirieron que fuera con el profesor Xavier a su «Escuela para Jóvenes Superdotados». Bobby aceptó la sugerencia y se fue con el Profesor Xavier y Cíclope para convertirse en el segundo miembro de los X-Men. Más tarde se le unen Henry «Hank» McCoy, Jean Grey y Warren Worthington III como miembros fundadores de los X-Men. Drake sigue siendo consciente del hecho de que es el miembro más joven del grupo. Apareciendo en su forma original cubierto de nieve, primero lucha contra Magneto junto con el resto del equipo, y luego contra la Hermandad de Mutantes Malignos. La primera novia de Bobby Drake es Zelda. Poco después, adopta una nueva forma cubierta de hielo. Luego él se une a la Antorcha Humana por primera vez. Los dos se convertirían en amigos cercanos a medida que pasaba el tiempo. Con los X-Men, visita la Tierra Salvaje y conoce a Ka-Zar por primera vez. Luego él lucha contra Juggernaut, y resulta gravemente herido en su primera batalla contra los Centinelas. Luego lucha contra Magneto solo. Más tarde, él visita Subterránea por primera vez. Luego, él y Bestia luchan contra el Maha Yogi. Durante su período original con los X-Men, Drake busca una relación con Lorna Dane, aunque la relación no dura. Iceman se encuentra entre los X-Men originales capturados por Krakoa, lo que lleva a una nueva encarnación de X-Men de la que no es miembro. Con la mayor parte del equipo original, él abandona los X-Men.

### Campeones de Los Ángeles y Defensores
Iceman se traslada a la costa oeste de E.U para asistir a la Universidad de California. Allí se convierte en miembro fundador de Los Campeones de Los Ángeles, un grupo de superhéroes que, por desgracia, tuvo corta duración.
Luego, Iceman es secuestrado por Molde Maestro y, junto a Angel, se encuentra con Hulk. Iceman luego ayuda a Thing a luchar contra el Circo del Crimen. Drake se retira de la vida como superhéroe para obtener un título universitario en contabilidad, pero aparentemente en una universidad de la costa este, no en UCLA. Mientras estaba en la universidad, se reincorpora brevemente a los X-Men para rescatar a los cautivos de la secuaz de Arcade, Miss Locke.
Iceman se reencuentra con Bestia, se encuentra con Cloud y luego regresa como un superhéroe de tiempo completo en una encarnación de los Defensores, junto a sus antiguos compañeros de equipo, Angel y Bestia. También lucha contra el Imperio Secreto del Profesor Poder mientras está con los Defensores. Después de que los Defensores se disuelven, Drake se embarca en su carrera como contador.
Algún tiempo después, Iceman se encuentra con Mirage, la «hija» de Oblivion. Iceman viaja al pasado y conoce a sus padres antes de nacer y lucha contra Oblivion y Mirage. Luego él se reconcilia con sus padres.

### X-Factor
Los X-Men originales, incluido Iceman, se reúnen para formar el equipo de superhéroes X-Factor. Con este nuevo equipo, se encuentra con Apocalipsis por primera vez.
Durante su tiempo con el equipo, Loki captura a Bobby, con la esperanza de usarlo para controlar a los Gigantes de Hielo. Loki mejora los poderes de Bobby y luego los extrae para restaurar el tamaño de los Gigantes de Hielo. Iceman es rescatado por Thor. La manipulación de Loki aumenta los poderes de Bobby hasta tal punto que comienza a perder el control de sus habilidades. Durante una batalla posterior con la Derecha, se le coloca un cinturón amortiguador de energía que en realidad le ayuda a controlar sus habilidades. Una vez que solo pudo enfundar su propio cuerpo con una capa protectora de hielo, Bobby descubre que puede cubrir todo el Empire State Building. Con el tiempo, Bobby gana suficiente control sobre sus poderes aumentados y puede dejar de usar el cinturón inhibidor. Bobby cree que ha alcanzado su máximo potencial y no intenta desarrollar más sus habilidades.
Con X-Factor, Bobby luego derrota a los Jinetes de Apocalipsis. Iceman ayuda a vigilar a muchos de los superhéroes más jóvenes, algo que alguna vez fue. En particular, él y Bestia ayudan a Boom Boom a tener una vida más normal. Por un breve tiempo, también ayuda a supervisar a los Nuevos Mutantes y su equipo hermano, los X-Terminators. Ellos, a su vez, lo salvan del beso mortal de Infectia.
Bobby también desarrolla una relación romántica con Opal Tanaka. Después de una sesión de trineo sobre hielo, descubre un correo amenazante en su buzón, un precursor del acoso por parte de sus parientes mejorados cibernéticamente del Clan Tatsu de la Yakuza, con el que Bobby la ayuda.
Después de la «Saga de la Isla Muir», Iceman se reincorpora a los X-Men junto con el resto de X-Factor.

### Regreso con los X-Men
Cuando se reincorporó a los X-Men, parecía que Iceman ya había aprendido a controlar sus habilidades y no necesitaba el cinturón inhibidor, así que pensó que había alcanzado el límite de sus poderes. Cuando los X-Men se separaron en dos grupos, Iceman fue colocado en el equipo dorado, liderado por Tormenta, junto con sus compañeros X-Men originales Jean Grey (ahora sin nombre en clave) y Arcángel.
Un día llevó a Opal a comer con sus padres, sin embargo su padre comenzó a humillarla por su herencia japonesa. Los cuatro son atacados por el Cyber-Samurai, lo que se sumó a los prejuicios de William Drake sobre la niña. Cuando Bobby se encontró con Mikhail Rasputin, usó sus habilidades mutantes con él. Bobby descubrió que su potencial aún estaba lejos de ser alcanzado cuando convirtió su cuerpo en hielo, no sólo cubierto por él. Al convertir todo su cuerpo en hielo, en lugar de simplemente usar un exterior helado, Bobby ahora era capaz de usar su poder de maneras nuevas y agresivas, agregando púas y acolchado a su estructura de hielo.
Demasiado ocupado con las muchas amenazas que los X-Men enfrentaban todos los días, Bobby dejó que su relación con Opal se deteriorara y, cuando finalmente se volvieron a ver después de semanas, fue solo para salvarla de un ataque de los que odiaban a los mutantes. Molesta porque ella sólo podía llamar su atención casi siendo asesinada, Opal rompió su relación.
Más tarde, mientras estaba revisando a Emma Frost, quien estaba en estado de coma después de que el mutante Trevor Fitzroy desató a los Centinelas cazadores de mutantes sobre Emma Frost y sus estudiantes conocidos como los Hellions, la mansión sufrió una falla eléctrica. Emma se despertó desorientada, poseyó la mente de Bobby y usó sus poderes de una manera que Bobby nunca lo había hecho; congeló un río entero y viajó a través del agua. Estaba buscando a sus alumnos pero después de descubrir que estaban muertos, abandonó el cuerpo de Bobby.
Bobby invita a Rogue a acompañarlo en una visita a sus padres. Asumiendo erróneamente una relación romántica, su padre desaprueba a Rogue, atacándolos verbalmente con los mismos prejuicios que expresó con Opal. Esta vez, Bobby tuvo suficiente y se fue después de decirle a su padre que debería aceptar el hecho de que es un mutante y que nunca encajaría en la definición que tiene de normal. Le molestó que Emma mostrara un mayor control de sus poderes que él. Como Rogue estaba teniendo problemas con Gambito, los dos se van de viaje para tranquilizarse.
Durante Legion Quest, Iceman fue uno de los X-Men que retrocedió en el tiempo para evitar que Legión matara a Magneto. Lo logran, pero sólo parcialmente. Legión no mata a Magneto, sino que asesina accidentalmente a Xavier, su propio padre, años antes de que Legion hubiera sido concebido y mucho menos nacido. Esta paradoja provocó los acontecimientos de la Era de Apocalipsis. En el último momento antes de que terminara la realidad original, los compañeros X-Men de Iceman, Rogue y Gambito se besaron. Cuando la realidad se reanudó, el toque absorbente de Rogue deja a Gambito en coma. Habiendo absorbido algunos recuerdos secretos e inquietantes, necesita alejarse de los voluntarios de X-Men y Iceman para unirse a ella en un viaje por carretera, aunque al mismo tiempo él estaba empezando a tener visiones de Emma Frost. Cuando Gambito despertó de su coma, los localizó y confrontó a Rogue sobre lo que vio en su mente. Ella rompió su relación, Iceman y Gambito regresaron a los X-Men.
Cuando apareció por primera vez la entidad conocida como Onslaught, Iceman fue elegido como uno de sus sujetos de prueba, junto con Tormente, Cíclope y Wolverine. Se enfrentaron a un sirviente de Onslaught llamado Post, en un área de batalla específica de un entorno hostil para probar el alcance de sus habilidades. Ganaron y fueron devueltos a la mansión. Sin embargo, el cofre de Iceman se había roto en su forma de hielo durante la batalla, lo que hacía imposible volver a su forma humana. El se enfrentó a Emma Frost y le exigió saber qué le hizo a sus poderes en su cuerpo y cómo salvarse. Ella se negó a ayudar porque sabía que Bobby tendría que hacerlo él mismo. Cuando él la capturó con sus poderes de hielo, ella telepáticamente le mostró sus inseguridades. Al enfrentarse a Opal y su padre en su simulación, Iceman se dio cuenta de que Emma tenía razón y logró transformarse nuevamente en su cuerpo humano con su pecho completamente intacto.
Cuando Graydon Creed se postulaba para presidente (con una intensa campaña antimutante), Bobby fue elegido para infiltrarse en la campaña. Su padre se destacó entre la multitud y habló a favor de los mutantes, lo que fue una sorpresa para Bobby. Se descubrió la conexión de su padre con Bobby, por lo que las personas que trabajaban para Graydon lo capturaron y casi lo matan a golpes. Bobby decidió alejarse de los X-Men por un tiempo para estar con su papá.
Tolerancia Cero se encontró y Bobby encontró y ayudó a Cecilia Reyes, que estaba tratando de mantener en secreto que era una mutante. También se unieron a Charlotte Jones y Morlock Marrow. Después de que Bastion fue derrotado, llevó a Cecilia y Marrow a la mansión, y pronto dejó a los X-Men nuevamente por un tiempo para estar con sus padres.
Mucho más tarde, los X-Men encontraron evidencia en uno de los diarios de Destiny de un grupo conocido como los Doce, que incluía a Xavier, Magneto, Cíclope, Phoenix, Iceman, Polaris, Storm, Cable, Bishop, Sunfire, Mikhail Rasputin y Monolito Viviente. También se enteraron de que los Jinetes del Apocalipsis habían estado secuestrando a estos mutantes de todo el mundo. Iceman fue capturado en el bosque cerca de su casa por Ave de Muerte, que se había convertido en Horseman War. Reuniendo a los Doce restantes, los X-Men viajaron a Egipto y se enfrentaron a Apocalipsis y los Skrulls. Apocalipsis y sus fuerzas capturaron a los Doce durante la batalla, usándolos en un ritual para darle al Portador del Caos un nuevo cuerpo y un poder increíble. Magneto y Polaris crearon polaridades magnéticas opuestas, Iceman, Tormenta y Sunfire proporcionaron extremos elementales, Cíclope, Phoenix y Cable dieron el puro poder de la familia, Xavier representó el poder de la mente y Bishop y Mikhail representaron el tiempo y el espacio, mientras que Monolith unieron todas sus energías. Nate Gray iba a ser el nuevo anfitrión de Apocalipsis, una potencia para almacenar su enorme fuerza vital. Los Doce lograron liberarse y Cíclope sacrificó su propio cuerpo y fuerza vital para evitar que Apocalipsis atrapara a Nate. Aunque el nuevo Apocalipsis fue derrotado, Cíclope parecía perdido para siempre.
Después de ese incidente, Iceman ayudó a la Bestia a entrar en secreto en Genosha, ya que quería estudiar los mutados infectados por el legado. Cuando el Alto Evolucionador lanzó su ola antimutación, quedaron atrapados en el país devastado por la guerra. Con la ayuda de Magneto, escaparon y unieron fuerzas con el resto de los X-Men dispersos. Asaltaron el satélite del Evolucionador, desactivaron el campo de mutación y derrotaron a Siniestro, que había estado manipulando al Evolucionador.
Iceman fue reclutado por la nave viviente Prosh, junto con otros mutantes, como Jean Grey, Mística, Sapo y Juggernaut, para preservar la evolución y salvarla. En este viaje, Iceman desarrolló aún más sus poderes, lo que lo llevó a no tener más miedo del curso natural de sus poderes y regresó con los X-Men. Se unió a un nuevo equipo de X-Men, formado por Angel, Nightcrawler, Wolverine y Chamber. Ahora estaba usando sus habilidades de una manera completamente nueva, simplemente canalizando el poder y sin convertir su cuerpo en hielo.

### Segunda mutación y la Escuela Jean Grey
Durante una acalorada batalla contra Black Tom Cassidy, Iceman recibió una herida en el pecho. Después de volver a la normalidad, algunas partes de él permanecieron congeladas, de modo que fue incapaz de volver a la normalidad. Esto le provocó un cambio de actitud, volviéndose violento y retraído. Nadie pareció darse cuenta en ese momento de que Iceman estaba sufriendo una mutación secundaria. Cuando comenzó a evadir repetidamente sus controles médicos regulares, la enfermera de la escuela, Annie Ghazikhanian reconoció que algo extraño estaba sucediendo con él y lo presionó para que le mostrara su herida. Iceman le mostró que partes de su pecho convertidas en hielo y siendo incapaz de volver a convertirlas en carne y hueso. Iceman creyó que se convertiría por completo en hielo de forma permanente.
Más tarde, en una batalla con el demonio Azazel y sus seguidores, el cuerpo de Iceman se hace añicos desde el cuello hacia abajo. él logró recuperarse, pero no pudo volver a su apariencia humana.
Después de los acontecimientos de la Dinastía de M (cuando la Bruja Escarlata alteró la realidad), Iceman logró volver a la normalidad y creyó que había perdido sus poderes. Pero tras un combate contra la terrorista anti mutante Leper Queen, Iceman descubrió que sus poderes solo se habían desactivado temporalmente.
Más tarde, Iceman se une al equipo de X-Men de Rogue. Su primera misión como equipo es luchar contra un poderoso grupo conocido como los Hijos de la Bóveda. Durante este tiempo, Iceman aprende que puede ser completamente destruido y reconstruirse. La supervillana Mística se alió temporalmente a los X-Men, e Iceman comienza a sentirse atraído hacia ella.
Sin embargo, Mística servía como una espía de Mr. Siniestro y los Merodeadores. Los Merodeadores pronto se infiltraron en la Mansión, tratando de acceder a los Diarios de Destiny por orden de Mr. Siniestro. Iceman y Bala de cañón combatieron y mantuvieron a raya a los Merodeadores.
Tiempo después, Iceman de nuevo tuvo problemas para controlar sus poderes, por lo que decidió visitar a Opal Tanaka, su exnovia. Opal le aconsejó que buscaran a Bestia. Sin embargo, Opal resultó ser nada menos que Mística. Iceman derrotó a Mística intentando matarla. Sin embargo, le perdonó la vida para no manchar sus manos de sangre.
Con la separación temporal de los X-Men luego de la guerra contra los Merodeadores y los Purificadores, Iceman se instala en San Francisco, donde tenía previsto reunirse con Hepzibah, Warpath, y Angel. Los cuatro se encuentran atrapados en los efectos de una ilusión en toda la ciudad creada por Matinique Jason, quien usó sus poderes para transformar la ciudad en un paraíso hippie. En este periodo, Iceman se hizo llamar "Frosty".
Durante la guerra que se desató entre mutantes y vampiros, Iceman fue bendecido por un sacerdote para que sus poderes pudieran funcionar como una suerte de agua bendita contra la invasión vampírica.
Tiempo después, cuando Wolverine y Cíclope terminan rompiendo relaciones por distintos puntos de vista sobre el equipo, los X-Men se dividen en dos. Iceman es contactado por Wolverine para unirse a él en su nuevo equipo, mismo que se instala en la nueva Escuela Jean Grey para Jóvenes Dotados, en Nueva York. Iceman también inicia una relación amorosa con Kitty Pryde.
Más tarde, el x-man Bestia utiliza una máquina del tiempo para traer a los X-Men originales desde el pasado a la época actual, incluyendo una versión adolescente de Iceman.
Las Nieblas Terrígenas, unos gases que otorgan poderes a la raza conocida como los Inhumanos, se liberan en la Tierra, resultando ser altamente tóxicos para los mutantes. Iceman fue uno de los reclutas en el nuevo equipo de Tormenta, dedicado a proteger a los mutantes de las Nieblas llevándolos a X-Haven, un refugio para mutantes ubicado en la dimensión demoníaca del Limbo. Iceman trabaja principalmente junto a Nightcrawler, ayudándolo a buscar a Coloso después de que este se transforma en uno de los nuevos jinetes de Apocalipsis. Iceman y Nightcrawler logran rastrear a Coloso hasta Egipto, donde los embosca y casi los mata hasta que otro escuadrón de X-Men entra para ayudarlos. Después de eso, Iceman se une a los X-Men cuando declaran la guerra contra los Inhumanos.
Más tarde, Iceman es uno de los pocos héroes convocados por Mr. Fantastic para ayudar a la Fundación Futuro (una organización dirigida por los Cuatro Fantásticos) contra el villano conocido como Griever.

### Sexualidad
Después de que el Iceman adolescente, desplazado en el tiempo se declara como homosexual, confronta al Iceman original para que acepte su condición sexual. Esta situación le provoca una crisis existencial que le lleva a abandonar temporalmente a los X-Men, aunque continúa impartiendo clases en el Instituto. Iceman recibe un mensaje de texto de su madre, quién le informa que su padre ha sufrido un ataque cardíaco, por lo que Iceman se apresura al hospital solo para ser castigado por su padre por faltar a eventos familiares debido a sus compromisos como superhéroe. A pesar de las hostilidades con sus padres, Kitty le convence de hablar con ellos y finalmente aceptar su homosexualidad. Iceman organiza una cena con su familia, misma que es interrumpida por una pandilla de Purificadores. Más tarde, Iceman acude a un club nocturno, donde se encuentra con Daken. Daken intenta coquetear con Iceman y ambos terminan combatiendo. Más tarde, Iceman recibe una visita de sus padres en el Instituto. Él les revela que es homosexual y ambos reaccionan negativamente, enojados porque su hijo es un hombre mutante y homosexual. Lo castigan por dejar que todos los demás se enteren antes que ellos y tratan de convencerlo de que es heterosexual, debido a que había estado con mujeres en el pasado. Juggernaut interrumpe la discusión familiar al atacar la escuela. Después de la batalla, Iceman finalmente se reconcilia con sus padres.
Iceman se reúne con sus excompañeros Campeones (Arcángel, Hércules, Ghost Rider y Darkstar). Esa noche acude a un bar gay, donde conoce a un hombre llamado Judah. Ambos comienzan una relación e Iceman decide mudarse a Los Ángeles para estar más cerca de él. Iceman y su versión adolescente desplazada en el tiempo, organizan una reunión con sus padres. Mientras tanto, Daken ha comenzado a entrenar a una nueva protegida mutante para una misión secreta. Durante la fiesta de despedida de Iceman en la Mansión X, Daken usa los Purificadores para distraer a los otros X-Men mientras él y su aprendiz se infiltran en la escuela y emboscan a Iceman. En la batalla, Daken hiere a Judah con sus garras. Una vez superada la crisis, Judah decide romper su relación con Iceman, al afirmar que su estilo de vida es demasiado intenso para él.
Iceman se alia con Bishop, a quién ayuda a proteger a los Morlocks de un ataque de Mr. Siniestro. En algún momento se encuentra con Emma Frost, quien le pide ayuda. Ignorando las protestas de Kitty, él decide ayudar a Emma. Emma le explica que su padre sometió a su hermano, Christian Frost, a una terapia de conversión para «curar» su homosexualidad. Ahora que Christian se «curó», lo reinstaló como el nuevo heredero del imperio comercial Frost. Christian termina asesinado a su padre y manifiesta poderes mutantes. Iceman y Emma ayudan a liberar a Christian de su colapso mental. Iceman forma equipo con Spider-Man y Estrella de Fuego para combatir a Siniestro luego de su ataque contra los Morlocks. Siniestro, con la intención de tratar de desbloquear los secretos del ADN de Iceman al diseccionarlo, envía un ejército de criaturas de hielo a atacarle, pero Iceman los absorbe y derrota a Siniestro.
Más tarde, Iceman decide celebrar su cumpleaños, pero su festejo es interrumpido por Ice Wizard, una versión futura de sí mismo de una línea de tiempo alternativa. Ice Wizard advierte a Iceman que debe abandonar a los X-Men y dejar de usar sus poderes para evitar una serie de eventos que destruyen el mundo. Explica que Daken lo seducirá y lo manipulará para que sacrifique a los otros X-Men. Iceman está convencido de que esto no sucederá y enfrenta a la criatura, derrotandole. Iceman regresa a su celebración de su cumpleaños. Christian Frost se aparece y le entrega una gran suma de dinero en agradecimiento por su ayuda, pero Iceman decide entregárselo a los Morlocks. Iceman vuelve a buscar a Judah, preguntándole si al menos podría seguir siendo amigos.

## El Iceman desplazado en el tiempo
Después de la batalla entre los X-Men y los Avengers, el x-men Bestia decide viajar en el tiempo y reclutar a los cinco X-Men originales con el fin de detener al rebelde Cíclope. Iceman está incluido en el grupo.
El Iceman desplazado en el tiempo será forzado por la Jean Grey también viajera del tiempo, a aceptar su homosexualidad. Iceman acepta su orientación sexual y confronta al Iceman del presente para que este también acepte su sexualidad.
Iceman es inicialmente reacio a hablar sobre su sexualidad con sus compañeros de equipo hasta que Oya y Kid Apocalypse lo llevan a un club gay en un intento de hacerlo sentir más cómodo. Allí conoce a Romeo, un inhumano con la capacidad de manipular y sentir las emociones de los demás. Ambos comienzan una relación. Los dos son atrapados en medio de la crisis cuando los X-Men declaran la guerra a los Inhumanos. Los dos terminan escapando juntos.
Después de que termina la guerra de los X-Men contra los Inhumanos, Iceman se une al resto de los jóvenes X-Men viajeros en el tiempo en un intento de regresar a su línea de tiempo original. Los X-Men desplazados en el tiempo se encuentran en la mira de Ahab y de una versión juvenil de Cable. Este último intenta devolverles a su línea de tiempo original. Jean aprende cómo funcionan los poderes de Ahab. Con este nuevo conocimiento, Jean puede programar un «retraso de tiempo» en los recuerdos de los cinco X-Men originales una vez que regresen al pasado, borrando todo conocimiento de los eventos en el futuro hasta que lleguen a ese punto, al tiempo que le otorga a la Jean Grey original el conocimiento de cómo para detener a sus atacantes. La línea de tiempo se restablece así a su curso original e Iceman y sus compañeros vuelven a sus vidas habituales.

## Poderes y habilidades
Hombre de Hielo es un mutante con un destacado poder para producir un frío intenso que se convierte en formas de hielo, y posee la capacidad mental de crear formas heladas en cualquier cosa que imagine. Con frecuencia, proyecta el frío de sus manos en forma de «rayos helados», que pueden encerrar a un enemigo en un bloque de hielo en cuestión de segundos. Puede que el más ingenioso y popular de todos sus poderes sea su capacidad de crear una especie de «puente helado», por el cual se desliza.
En un momento dado, Hombre de Hielo sufrió una severa lesión del pecho y se «congeló» (metafóricamente hablando) en su forma de hielo, asustado de lo que pasaría si cambiara a su forma humana, y fue por ayuda con Emma Frost. Ella se burló de él e involuntariamente lo ayudó, meramente fastidiándolo con que sus propios problemas de autoestima eran la única cosa que le evitaba volverse uno de los mutantes más poderosos de la Tierra. Ella le reveló que sus poderes estaban arraigados en la manipulación de la energía psiónica y no en la manipulación de la humedad en el aire, como previamente creía. Frost pudo finalmente empujar a Iceman al punto dónde él se descontroló, causándole un dolor severo, y amenazando torturarla y matarla helando lentamente el flujo de la sangre en su cerebro.Hombre de Hielo comprendió lo que ella había estado hablando, y se transformó en su forma humana, mientras sanaba la herida del pecho en el proceso. Desde este momento, Iceman usó su forma de hielo orgánico en lugar de su armadura de hielo. Esporádicamente, añadiría a su forma de hielo orgánico afiladas cuchillas de hielo en sus hombros, codos, rodillas, y puños, con una finalidad intimidatoria.
Entre sus habilidades nuevas descubiertas, Hombre de Hielo puede también reconstituir su forma de hielo si cualquier parte de ella se daña o aun cuando está completamente destrozado, sin daños permanentes. Puede también agregar la masa de un témpano temporalmente a su cuerpo para aumentar su masa, tamaño y poder físico. Su fuerza y durabilidad en su forma de hielo van más allá, mejorando los niveles humanos normales. No solo puede sobrevivir como hielo sensible, sino también como agua y vapor sensible. Drake ha desarrollado la habilidad de transformar su cuerpo de un estado gaseoso a un sólido, aunque imponiéndole limitaciones físicas y mentales (X-Men n.º 190 & 193, 2006). Tiene la capacidad de manipular todos las formas de humedad y ha aumentado grandemente las habilidades de generar proyectiles, hojas y escudos que siempre había poseído.
En la Dinastía de M n.º 8, la primera aparición de Iceman estaba entre las de muchos millones de mutantes que perdieron sus poderes debido a la magia de la Bruja Escarlata, mientras regresaba a su forma humana normal y sudando notoriamente. Sin embargo, mientras rechazaba un ataque de protestantes anti-mutantes, los poderes de Hombre de Hielo se reactivaron (X-Men n.º 178, noviembre de 2005). Fue revelado que Hombre de Hielo no perdió sus poderes, sino que él los había suprimido subconscientemente por miedo debido a las consecuencias de la Dinastía de M (X-Men n.º 179, diciembre de 2005).

## Versiones alternativas

### Era de Apocalipsis
En la historia de «Era de Apocalipsis», Bobby, junto con el resto de los X-Men, está entrenado por Magneto.

### House of M
En la línea de tiempo alternativa de la historia de la «Casa de M», Iceman fue visto en el ejército de Magneto durante su ascenso al poder.

### Ultimate Marvel
En la continuidad de Ultimate Marvel, Bobby Drake es el miembro fundador más joven de los X-Men. Se escapó de su familia en el pico de los ataques de Centinela apoyados por el gobierno, temiendo que su familia muriera en un ataque de ese tipo.

## Apariciones en otros medios

### Televisión
- La primera aparición televisiva del Hombre de Hielo fue en la porción The Sub-Mariner de la serie The Marvel Super Heroes, episodio «Dr. Dooms Day» en 1966.
- Hombre de Hielo además ha aparecido en diversas serie animadas de Marvel, destacando Spider-Man and His Amazing Friends (voz de Frank Welker). En algunos episodios, aparece con sus excompañeros de equipo y los de Firestar, los X-Men. En el episodio «Vengeance Of Loki», se reveló que era un agente del gobierno; su nombre en clave es «Windchill Factor Zero». En el episodio «Mission: Save The Guardstar», se presentó a Aurora Dante (Lightwave) (su media hermana). Un episodio entero fue dedicado a la historia del origen de Hombre de Hielo. A lo largo de la serie, Iceman tiene un enamoramiento romántico con Firestar.
- Apareció en la serie animada X-Men de 1992, con la voz de Dennis Akayama. Aparece en el episodio «Cold Comfort» como un exmiembro del equipo, que renunció debido a desacuerdos con Xavier. Iceman también aparece en muchos flashbacks que incluyen «Sanctuary Part 1» y «Xavier Remembers».
- También aparece en la serie animada X-Men: Evolution con la voz prestada por Andrew Francis. Iceman estaba destinado a ser el octavo Hombre X de la serie, pero es omitido en favor de Spyke. No es de extrañar, que Iceman aparezca con más frecuencia cuando Spyke se marcha. En la serie, Iceman fue uno de los Nuevos Mutantes y ha actuado a menudo como el líder no oficial de los Nuevos Mutantes, ya que fue el más hábil del grupo.
- Hombre de Hielo aparece en Wolverine and the X-Men (voz de Yuri Lowethal). Aparece como un miembro de los X-Men que se fueron después de que el Profesor X fuera M.I.A. después de que el Instituto fue destruido. Wolverine y Beast fueron a reclutarlo nuevamente para los X-Men, pero sus padres se negaron a permitirle regresar al equipo después de lo ocurrido. Teniendo 18 años, Bobby tuvo la opción de quedarse en casa o regresar a los X-Men y tomó la decisión de unirse al equipo. Como aún es adolescente, se muestra en ocasiones como un típico adolescente (como su expresión facial después de Emma Frost). Camina por en el episodio 3). Tampoco le gusta leer y es un poco perezoso, ya que dormía una pila de libros en lugar de dárselos a Kitty para que los guarde. Aparentemente, está enamorado de Shadowcat, ya que lo atrapan mirándola soñadoramente antes de invitarla a comer algo (aunque ya estaban comiendo). También se insinúa que puede compartir esos sentimientos, como en el episodio 3 cuando Kitty le da un codazo por mirar a Emma. En el episodio 20, alguien similar a Iceman aparece como miembro de los cinco X-Men originales.[96]
- Iceman aparece en el episodio de The Super Hero Squad Show titulado «Mysterious Mayhem at Mutant Academy», con Shawn Ashmore retomando su papel como el personaje de las películas de acción en vivo de X-Men. Él se muestra como un estudiante en la Academia Xavier y clasificado como el payaso de la clase. Tiene un papel protagónico en el último episodio «The Ice Melt Cometh», donde es necesario para volver a congelar las capas de hielo polar derretido.[97]

### Cine
- En las películas de X-Men, X-Men 2, X-Men: The Last Stand y X-Men: días del futuro pasado es interpretado por Shawn Ashmore. Bobby es uno de los primeros estudiantes que se relaciona con Rogue y comienza una relación romántica con ella. En X2, tiene una incómoda amistad / rivalidad con Pyro. Su relación con su familia también es tensa, y su hermano en realidad entrega a Bobby a la policía por celos. En X-Men: The Last Stand, su relación con Rogue parece empeorar, tensa por su incapacidad para tener contacto físico y por su estrecha amistad con Kitty Pryde. Durante una batalla con Pyro, que ahora trabaja para la Hermandad de Magneto, logra la capacidad de transformarse en su forma de hielo de los cómics. En la línea de tiempo distópica original de X-Men: días del futuro pasado,[98] Iceman es más poderoso, se transforma en hielo y viaja en toboganes de hielo. Al principio de la película el intenta detener a los Centinelas para que Kitty Pryde y Bishop cambien el pasado, pero un Centinela imita los poderes de Sunspot y lo decapita. Después de eso, mientras Kitty y Wolverine cambian la línea de tiempo, y los Centinelas los atacan, Iceman intenta detenerlos pero un Centinela lo ataca con un rayo de fuego expulsado de su cara, matandolo. Cuando Kitty y Wolverine cambian el pasado,Iceman se ve una vez más en una relación con Rogue en la Mansión Xavier. Las escenas de Bobby varían en los Días del Futuro Pasado conocido como The Rogue Cut, donde el, El Profesor X y Magneto ayudan a Rogue a escapar. Mientras el, Magneto y Rogue escapan son atacados y él se queda para detener a los Centinelas, formando una pared de hielo, pero esta es atravesada por los Centinelas, los cuales asesinan a Bobby de forma similar a su muerte en el monasterio. Después Rogue le intenta comunicar al Profesor su muerte a lo que este contesta con un simple «Lo se». En el monasterio Kitty pregunta por el y Rogue responde lamentandose de su muerte.[99]

### Videojuegos
- Hombre de Hielo hace una aparición como jefe de nivel de bonificación en el juego Fantastic Four de 1997.
- Hombre de Hielo ha aparecido en varias adaptaciones de videojuegos, como X-Men: Children of the Atom y la posterior Marvel vs. Capcom 2. Notablemente, él es el único personaje en el juego que es inmune al daño de los chips de los proyectiles de haz y bola de fuego, sin embargo, los misiles de War Machine pueden atraparlo.
- También ha aparecido como un personaje jugable en X-Men Legends, con la voz de Darren Scott.[100] Sus habilidades podrían mejorarse en combate a distancia (rayo de hielo, fragmentos de hielo) o combate cuerpo a cuerpo (armadura de hielo mejorada, puños de hielo). Puede «volar» por distancias cortas ya que su movimiento de doble salto le permite usar sus toboganes de hielo.
- Hombre de Hielo aparece como un personaje jugable en X-Men Legends II: Rise of Apocalypse, con la voz de James Arnold Taylor.[100] Él tiene un diálogo especial con Grizzly. Sus poderes incluyen dañar ataques de escarcha, puños de hielo y fuertes combates cuerpo a cuerpo.
- Hombre de Hielo es uno de los tres personajes jugables en X-Men: The Official Game (que llena el espacio entre X2: X-Men United y X-Men: The Last Stand), con la voz de Shawn Ashmore (el mismo actor que lo interpretó en las películas).
- Hombre de Hielo aparece en Marvel: Ultimate Alliance como un personaje jugable, reteniendo muchos de sus movimientos de los juegos de las Leyendas, y expresado nuevamente por James Arnold Taylor.[100] Su apariencia de Era de Apocalipsis (conocida como Spikey), traje clásico (su look estándar), traje original (sus primeras apariciones cómicas, con la cara completamente escarchada) y Bobby Drake (el look que adopta en New X-Men y su subsiguiente serie en solitario: aparece en su forma humana, vistiendo una gabardina de cuero, con solo sus manos apareciendo congeladas) son trajes alternativos para Iceman. En este juego, conserva sus habilidades de X-Men Legends, como la de crear toboganes de hielo en lugar de saltos dobles. Él tiene un diálogo especial con Viuda Negra, Namor (cuando está enfermo), Namorita, Profesor X, Gladiador, Henry Pym e Ymir. Además, al comienzo del Reino de Mephisto, se queja a Xavier de estar en el Reino de Mephisto (debido a todo el fuego y la lava). Un disco de simulación tiene a Iceman luchando contra Mysterio en el reino de Mephisto y otro tiene a Tormenta defendiéndolo a él y a Wolverine de Hussar en Mundo Asesino.[101]
- Hombre de Hielo aparece como un personaje jugable en Marvel: Ultimate Alliance 2, con la voz de Adam Bobrow.[102]
- Entre muchos otros mutantes, Drake se ve yendo a la nueva casa mutante, Taa II, dirigida por Magneto, en el final de Magneto en Marvel vs. Capcom 3.
- Hombre de Hielo aparece en X-Men: Destiny, con la voz de Jason Marsden.[100]
- Hombre de Hielo es un personaje jugable en Marvel Super Hero Squad Online. Es expresado por Shawn Ashmore, quien repitió su papel de Iceman.
- Hombre de Hielo aparece como un personaje jugable en el juego de lucha de 2012 Marvel Avengers: Battle for Earth.
- Hombre de Hielo aparece como un personaje jugable en Lego Marvel Super Heroes.[103]
- Hombre de Hielo es un personaje jugable en el juego de Facebook Marvel: Avengers Alliance.
- Hombre de Hielo es un personaje jugable en Marvel Contest of Champions, que aparece en forma de hielo.
- Hombre de Hielo es un personaje jugable en Marvel Heroes, con la voz de James Arnold Taylor.
- Hombre de Hielo es un personaje de playbale en Marvel Puzzle Quest. Fue agregado al juego en septiembre de 2015.[104]
- Hombre de Hielo aparece como un personaje jugable en Marvel Powers United VR, con la voz de James Arnold Taylor.[100]
- Iceman aparece en el videojuego Marvel Future Fight como personaje jugable.
- Hombre de Hielo aparece como carta jugable en el juego de cartas Marvel Snap